# Sphagiocrates
Sphagiocrates är ett släkte av fjärilar. Sphagiocrates ingår i familjen stävmalar.
Kladogram enligt Catalogue of Life:
| Sphagiocrates | \| \| Sphagiocrates chersochlora \| \| \| \| \| \| Sphagiocrates lusoria \| \| \| \| |
|               | \| \| Sphagiocrates chersochlora \| \| \| \| \| \| Sphagiocrates lusoria \| \| \| \| |
|               | Sphagiocrates chersochlora                                                           |
|               |                                                                                      |
|               | Sphagiocrates lusoria                                                                |
|               |                                                                                      |